# الرويضة (إدلب)
الرويضة قرية سورية تتبع ناحية التمانعة في منطقة معرة النعمان في محافظة إدلب. بلغ عدد سكانها 920 نسمة في عام 2004 حسب إحصاء المكتب المركزي للإحصاء.